# Lor (ser)
Lor (kurd. lorik) – rodzaj kruchego, niskotłuszczowego, wysokobiałkowego sera zwarowego. 
Wytwarzany jest z mleka krowiego, bawolego i owczego na obszarach Azerbejdżanu, Iranu oraz w Turcji na wybrzeżu Morza Egejskiego. Lor wytwarzany jest z serwatki uzyskanej przy produkcji innych serów, takich jak Kaşar i Mihaliç. Tradycyjnie Lor oraz inne podobne sery wytwarzane są z mleka poddanemu fermentacji w jogurt, który następnie jest ubijany na masło. Po odcedzeniu masła, pozostała serwatka podgrzewana jest do 100 °C przez około 30 min, co w połączeniu z niskim pH powoduje, że zawarte w niej białka ulegają denaturacji i wytrąceniu. Powstałe drobne okruchy unoszące się na powierzchni są umieszczane w płóciennym worku do odsączenia. Ser ma niską zawartość soli, zmieszany z orzechami włoskimi i pastą pomidorową podawany jest jako pasta do smarowania. Wykorzystywany jest również jako nadzienie do potraw takich jak burek, pogača, gözleme i sigara böreği.